# 有馬朗人
有馬朗人，KBE（日语：／ Arima Akito，1930年9月13日—2020年12月7日），生於日本大阪府，物理學者，主要研究原子核物理學，也是一名政治人物。曾任東京大學校長、理化學研究所理事長、日本參議院議員、文部大臣及科學技術廳長官等職。

## 生平
1953年，有馬畢業於東京大學物理學系，之後進入研究所。1958年，獲東京大學理科博士，隨後在東京大學任講師。1975年，升任教授。1989年至1993年間，擔任東京大學校長。
1998年，代表自由民主黨，成為參議院議員。

## 荣誉
1978年获得仁科芳雄奖

## 興趣
有馬朗人喜好俳句創作，他曾主持「天為俳句會」，並致力推動讓俳句登錄為非物質文化遺產。